# トゥフィーノ
トゥフィーノ（イタリア語: Tufino）は、イタリア共和国カンパニア州ナポリ県にある、人口約3,700人の基礎自治体（コムーネ）。

## 地理

### 位置・広がり
ナポリ県北東部のコムーネ。州都・県都ナポリから東北東へ27kmの距離にある。

#### 隣接コムーネ
隣接するコムーネは以下の通り。括弧内のAVはアヴェッリーノ県所属を示す。
- アヴェッラ (AV)
- カザマルチャーノ
- チッチャーノ
- コミツィアーノ
- ロッカライーノラ

## 行政

### 分離集落
トゥフィーノには、以下の分離集落（フラツィオーネ）がある。
- Schiava, Risigliano, Vignola